# Leucospis signifera
Leucospis signifera  (лат.) — вид паразитических наездников рода Leucospis из семейства Leucospidae (Chalcidoidea, отряд Перепончатокрылые насекомые).

## Распространение
Южная Америка (Аргентина, Бразилия, Парагвай).

## Описание
Относительно крупные хальцидоидные наездники, длина от 9 до 10 мм (самки крупнее). Основная окраска чёрная, с несколькими жёлтыми отметинами на скапусе усика, груди, брюшке и ногах. Крылья затемнённые.
Задние ноги с утолщенными и сильно изогнутыми бедрами и голенями. Усики 13-члениковые. Нижнечелюстные щупики 4-члениковые, нижнегубные щупики состоят из 3 сегментов.

## Биология
Отмечены в январе, марте, ноябре и декабре. Предположительно, как и другие виды своего рода эктопаразитоиды пчелиных или ос.

## Систематика
Включён в состав видовой группы Leucospis egaia, у которых передние голени и лапки с дорзальным килем, нижний край клипеуса без срединного зубца, мандибулы с небольшой треугольной вырезкой, пронотум без премаргинального киля. Впервые описан в 1974 году британским гименоптерологом чешского происхождения Зденеком Боучеком (Zdenĕk Bouček, 1924-2011).